# Mixed Magic
Mixed Magic és un curtmetratge de comèdia estatunidenc del 1936 dirigit per Raymond Kane i protagonitzat per Buster Keaton.

## Sinopsi
El curt mostra a un mag professional, Spumoni, que es veu obligat a contractar un nou ajudant, Elmer, recomenat per la seva assistent femenina. El nou ajudant, però, no té bons dots per la màgia.

## Repartiment
- Buster Keaton - Elmer 'Happy' Butterworth
- Eddie Lambert - Professor Spumoni
- Marlyn Stuart - Mary
- Ed Hall
- Jimmie Fox -
- Walter Fenner
- Pass Le Noir
- Harry Myers